# Aïn Maabed
Aïn Maabed (în arabă عين معبد) este o comună din provincia Djelfa, Algeria.
Populația comunei este de 19.997 de locuitori (2008).